# Планетарный отчёт
Планетарный отчёт (англ. The Planetary Report) — ежеквартальный журнал, издаваемый Планетарным обществом, со статьями и фотографиями об исследовании Солнечной системы, планетарных космических миссиях, космических державах, исследователях, противоречиях в области планетологии и последние открытия в области освоения космоса и смежных дисциплин.

## История и описание
Журнал был основан в 1980 году Карлом Саганом, Брюсом Мюрреем и Луисом Фридманом. Это эксклюзивная привилегия членов общества. Основали журнал в Пасадине, штат Калифорния, США, в течение первых тридцати лет он выходил два раза в месяц, пока в июне 2011 года не перешёл на ежеквартальную периодичность издания.
Он был отредактирован в июне 2018 года Донной Стивенс, после предыдущей работы Шарлин Андерсон и Дженнифер Вон. Эмили Лакдавалла приступила к исполнению обязанностей главного редактора в сентябре 2018 года.